# Woodia singularis
Woodia singularis är en oleanderväxtart som beskrevs av Nicholas Edward Brown. Woodia singularis ingår i släktet Woodia och familjen oleanderväxter. Inga underarter finns listade i Catalogue of Life.